# Enicospilus kalveus
Enicospilus kalveus là một loài tò vò trong họ Ichneumonidae.